# Jin (músico)
Jin (じん?  Isla Rishiri, Hokkaidō, 20 de octubre de 1990), también conocido como Shizen no Teki-P (自然の敵P?), es un cantante, compositor, letrista, guitarrista, teclista y escritor conocido por ser el creador de la serie Kagerou Project, que comenzó con canciones compuestas por él y luego se convirtió en una novela ligera que él también escribe. En 2013, la serie de novelas fue la segunda más vendida en Japón, mientras que en 2014 fue la tercera.
Además de Kagerou Project, Jin ha hecho uso de la Vocaloid IA en varias ocasiones. También estuvo a cargo de la producción del tema de cierre de Monogatari Series Second Season, «Ai o Utae» de Luna Haruna.
En 2012, a través de su sencillo «Children Record», Jin anunció que Kagerou Project sería adaptada en una serie de anime. Esta serie, con guion de Jin, fue estrenada en 2014. Él fue también el encargado musical de la mayoría de la música de fondo de la serie, así como creador de los temas principales.
En 2015, Jin compuso la canción «Rally Go Round», interpretada por LiSA, que debutó como tema de apertura del anime Nisekoi 2 en abril de ese mismo año.

## Discografía
Álbumes
- Mekakucity Days (2012)
- Mekakucity Records (2013)
- MEKAKUCITY M's: Mekaku City Actors Vocal and Sound Collection (2015)
- Mekakucity Reload (2018)

Sencillos
- Children Record (2012)
- ODDS&ENDS/Sky of Beginning (Con Ryo de supercell) (2012)
- World Callling/Livedrive (2012)
- daze/days (2014)